# Судан на летних Олимпийских играх 1984
Судан принимал участие в Летних Олимпийских играх 1984 года в Лос-Анджелесе (США) в четвёртый раз за свою историю, но не завоевал ни одной медали.